# Dambenois
Dambenois – miejscowość i gmina we Francji, w regionie Burgundia-Franche-Comté, w departamencie Doubs.
Według danych na rok 1990 gminę zamieszkiwało 607 osób, a gęstość zaludnienia wynosiła 185 osób/km² (wśród 1786 gmin Franche-Comté Dambenois plasuje się na 260. miejscu pod względem liczby ludności, natomiast pod względem powierzchni na miejscu 940.).